# Prager Schachfestival 2022
Das Prager Schachfestival 2022 war die vierte Austragung einer Reihe von Schachturnieren in der tschechischen Hauptstadt Prag. Es fand vom 7. bis 17. Juni 2022 statt.
Dabei wurden zwei Einladungsturniere, das Masters und – nach der Unterbrechung 2021 – das Challengers, veranstaltet. Des Weiteren werden wie bereits 2020 und 2021 ein Futures und ein Open sowie mehrere Ratings-Turniere gespielt. Auch ein Schnellschach- und ein Blitzschach-Turnier sind wieder im Programm.

## Masters
Beim Masters wurde ein einfaches Rundenturnier ausgetragen. Als Tie-Break diente nach den Punkten der direkte Vergleich der betroffenen Spieler untereinander (DV), danach die Wertung nach Sonneborn-Berger (SoBe) und zuletzt die gespielten Partien mit den schwarzen Steinen (SP).
| Platz | Titel | Name                   | Elo-Zahl | 1 | 2 | 3 | 4 | 5 | 6 | 7 | 8 | 9 | 10 | Punkte | DV | SoBe  | SP |
| ----- | ----- | ---------------------- | -------- | - | - | - | - | - | - | - | - | - | -- | ------ | -- | ----- | -- |
| 1     | GM    | P. Harikrishna         | 2701     | * | ½ | ½ | ½ | ½ | ½ | 1 | 1 | 1 | 1  | 6½     |    |       |    |
| 2     | GM    | Lê Quang Liêm          | 2709     | ½ | * | ½ | 1 | 1 | ½ | ½ | ½ | 1 | ½  | 6      |    |       |    |
| 3     | GM    | Thai Dai Van Nguyen    | 2610     | ½ | ½ | * | ½ | ½ | ½ | ½ | ½ | ½ | 1  | 5      | 1  | 21,00 |    |
| 4     | GM    | Samuel Shankland       | 2718     | ½ | 0 | ½ | * | ½ | ½ | ½ | 1 | 1 | ½  | 5      | 1  | 20,50 |    |
| 5     | GM    | David Navara           | 2681     | ½ | 0 | ½ | ½ | * | ½ | ½ | ½ | 1 | 1  | 5      | 1  | 19,50 |    |
| 6     | GM    | Francisco Vallejo Pons | 2703     | ½ | ½ | ½ | ½ | ½ | * | ½ | 0 | ½ | 1  | 4½     |    |       |    |
| 7     | GM    | Santosh Gujrathi Vidit | 2723     | 0 | ½ | ½ | ½ | ½ | ½ | * | ½ | ½ | ½  | 4      | ½  | 17,75 |    |
| 8     | GM    | Parham Maghsoodloo     | 2716     | 0 | ½ | ½ | 0 | ½ | 1 | ½ | * | ½ | ½  | 4      | ½  | 17,00 |    |
| 8     | GM    | Saleh Salem            | 2679     | 0 | 0 | ½ | 0 | 0 | ½ | ½ | ½ | * | 1  | 3      |    |       |    |
| 10    | GM    | David Antón Guijarro   | 2692     | 0 | ½ | 0 | ½ | 0 | 0 | ½ | ½ | 0 | *  | 2      |    |       |    |

## Challengers
Auch das Challengers wurde als einfaches Rundenturnier gespielt. Die Tie-Breaks waren ebenfalls identisch.
| Platz | Titel | Name                  | Elo-Zahl | 1 | 2 | 3 | 4 | 5 | 6 | 7 | 8 | 9 | 10 | Punkte | DV | SoBe  | SP |
| ----- | ----- | --------------------- | -------- | - | - | - | - | - | - | - | - | - | -- | ------ | -- | ----- | -- |
| 1     | GM    | Vincent Keymer        | 2675     | * | ½ | ½ | 1 | ½ | 1 | ½ | ½ | 1 | 1  | 6½     | ½  | 26,75 | 4  |
| 2     | GM    | Hans Moke Niemann     | 2678     | ½ | * | ½ | 1 | ½ | 1 | 1 | 0 | 1 | 1  | 6½     | ½  | 26,75 | 4  |
| 3     | GM    | Nodirbek Abdusattorov | 2661     | ½ | ½ | * | ½ | ½ | 1 | ½ | 1 | ½ | 1  | 6      |    |       |    |
| 4     | GM    | K. Sasikiran          | 2635     | 0 | 0 | ½ | * | ½ | ½ | ½ | 1 | 1 | 1  | 5      |    |       |    |
| 5     | GM    | Jerguš Pecháč         | 2598     | ½ | ½ | ½ | ½ | * | ½ | 0 | 1 | ½ | 0  | 4      | ½  | 19,00 |    |
| 6     | GM    | Max Warmerdam         | 2613     | 0 | 0 | 0 | ½ | ½ | * | 1 | 0 | 1 | 1  | 4      | ½  | 14,00 |    |
| 7     | GM    | Marcin Krzyżanowski   | 2535     | ½ | 0 | ½ | ½ | 1 | 0 | * | 1 | 0 | 0  | 3½     | 1  |       |    |
| 8     | GM    | Jiří Štoček           | 2541     | ½ | 1 | 0 | 0 | 0 | 1 | 0 | * | ½ | ½  | 3½     | 0  |       |    |
| 8     | GM    | Zbyněk Hráček         | 2564     | 0 | 0 | ½ | 0 | ½ | 0 | 1 | ½ | * | ½  | 3      | ½  | 11,75 |    |
| 10    | GM    | Peter Michalík        | 2577     | 0 | 0 | 0 | 0 | 1 | 0 | 1 | ½ | ½ | *  | 3      | ½  | 10,75 |    |
Da auch nach dritter Feinwertung kein eindeutiger Sieger ermittelt werden konnte, wurden zwei Blitz-Partien als Play-off ausgetragen. Vincent Keymer gewann gegen Hans Moke Niemann mit 2 zu 0 und hatte sich damit für das Masters 2023 qualifiziert.

## Weitere Turniere
Das Open wurde von Alexander Motyljow mit 8 Punkten aus 9 Partien gewonnen, vor Titas Stremavičius und Antoni Kozak, die 7½ aus 9 erreichten. Das Futures, an dem 10 Spieler teilnahmen, gewann der zehnjährige Pole FM Kamil Warchoł. Das bestbesetzte Rating-Turnier wurde vom Tschechen Pavel Kurek gewonnen. Während sich im 7-rundigen Schnellschach-Turnier Maxym Goroschkow durchsetzte, gewann Jayant Raut Vaibhav das 11-rundige Blitz-Turnier.